# Provincia di San Pablo
La provincia di San Pablo è una provincia del Perù, situata nella regione di Cajamarca.

## Geografia antropica

### Suddivisioni amministrative
È divisa in quattro distretti (comuni)
- San Bernardino
- San Luis
- San Pablo
- Tumbaden